# Giovanni Quaglia
Giovanni Quaglia (Torino, 1754 – 1817) è stato un generale italiano.

## Biografia
Dopo aver combattuto contro i rivoluzionari durante la Rivoluzione francese (1789) fu richiamato in servizio nel 1815, divenendo general maggiore dell'artiglieria sabauda.
Ideò un carro portamunizioni per cannoni.